# Lista planetelor minore: 241001–242000
Aceasta este lista planetelor minore cu numerele 241001–242000.

## 241001–241100
| Denumire     | Denumire provizorie | Data descoperirii  | Locul descoperirii | Descoperitor(i)     |
| ------------ | ------------------- | ------------------ | ------------------ | ------------------- |
| 241001 –     | 2006 KF86           | 23 mai 2006        | Anderson Mesa      | LONEOS              |
| 241002 –     | 2006 KE92           | 25 mai 2006        | Kitt Peak          | Spacewatch          |
| 241003 –     | 2006 KA119          | 30 mai 2006        | Kitt Peak          | Spacewatch          |
| 241004 –     | 2006 KR121          | 28 mai 2006        | Catalina           | CSS                 |
| 241005 –     | 2006 LE5            | 4 iunie 2006       | Mount Lemmon       | Mount Lemmon Survey |
| 241006 –     | 2006 LV7            | 14 iunie 2006      | Siding Spring      | SSS                 |
| 241007 –     | 2006 MP2            | 16 iunie 2006      | Kitt Peak          | Spacewatch          |
| 241008 –     | 2006 MQ5            | 17 iunie 2006      | Kitt Peak          | Spacewatch          |
| 241009 –     | 2006 MJ12           | 16 iunie 2006      | Kitt Peak          | Spacewatch          |
| 241010 –     | 2006 MK12           | 16 iunie 2006      | Palomar            | NEAT                |
| 241011 –     | 2006 OP11           | 20 iulie 2006      | Lulin Observatory  | LUSS                |
| 241012 –     | 2006 OQ14           | 24 iulie 2006      | Bergisch Gladbach  | W. Bickel           |
| 241013 –     | 2006 PW13           | 14 august 2006     | Siding Spring      | SSS                 |
| 241014 –     | 2006 PS34           | 11 august 2006     | Palomar            | NEAT                |
| 241015 –     | 2006 PH36           | 12 august 2006     | Palomar            | NEAT                |
| 241016 –     | 2006 PY43           | 14 august 2006     | Siding Spring      | SSS                 |
| 241017 –     | 2006 QN9            | 19 august 2006     | Palomar            | NEAT                |
| 241018 –     | 2006 QJ13           | 16 august 2006     | Siding Spring      | SSS                 |
| 241019 –     | 2006 QS29           | 17 august 2006     | Palomar            | NEAT                |
| 241020 –     | 2006 QC30           | 19 august 2006     | Palomar            | NEAT                |
| 241021 –     | 2006 QP30           | 21 august 2006     | Palomar            | NEAT                |
| 241022 –     | 2006 QL31           | 22 august 2006     | Pla D'Arguines     | R. Ferrando         |
| 241023 –     | 2006 QA36           | 19 august 2006     | Palomar            | NEAT                |
| 241024 –     | 2006 QW46           | 20 august 2006     | Palomar            | NEAT                |
| 241025 –     | 2006 QF47           | 20 august 2006     | Palomar            | NEAT                |
| 241026 –     | 2006 QR63           | 24 august 2006     | Palomar            | NEAT                |
| 241027 –     | 2006 QJ69           | 21 august 2006     | Kitt Peak          | Spacewatch          |
| 241028 –     | 2006 QV79           | 24 august 2006     | Socorro            | LINEAR              |
| 241029 –     | 2006 QY88           | 27 august 2006     | Kitt Peak          | Spacewatch          |
| 241030 –     | 2006 QA91           | 16 august 2006     | Palomar            | NEAT                |
| 241031 –     | 2006 QD94           | 16 august 2006     | Palomar            | NEAT                |
| 241032 –     | 2006 QE99           | 23 august 2006     | Palomar            | NEAT                |
| 241033 –     | 2006 QB109          | 28 august 2006     | Kitt Peak          | Spacewatch          |
| 241034 –     | 2006 QQ127          | 17 august 2006     | Palomar            | NEAT                |
| 241035 –     | 2006 QV128          | 17 august 2006     | Palomar            | NEAT                |
| 241036 –     | 2006 QV132          | 23 august 2006     | Socorro            | LINEAR              |
| 241037 –     | 2006 QG142          | 18 august 2006     | Palomar            | NEAT                |
| 241038 –     | 2006 QO155          | 18 august 2006     | Palomar            | NEAT                |
| 241039 –     | 2006 QB159          | 19 august 2006     | Kitt Peak          | Spacewatch          |
| 241040 –     | 2006 QA183          | 19 august 2006     | Kitt Peak          | Spacewatch          |
| 241041 –     | 2006 RP5            | 14 septembrie 2006 | Catalina           | CSS                 |
| 241042 –     | 2006 RQ16           | 14 septembrie 2006 | Catalina           | CSS                 |
| 241043 –     | 2006 RQ30           | 15 septembrie 2006 | Socorro            | LINEAR              |
| 241044 –     | 2006 RW36           | 12 septembrie 2006 | Catalina           | CSS                 |
| 241045 –     | 2006 RX40           | 14 septembrie 2006 | Kitt Peak          | Spacewatch          |
| 241046 –     | 2006 RD76           | 15 septembrie 2006 | Kitt Peak          | Spacewatch          |
| 241047 –     | 2006 RJ81           | 15 septembrie 2006 | Kitt Peak          | Spacewatch          |
| 241048 –     | 2006 RL86           | 15 septembrie 2006 | Kitt Peak          | Spacewatch          |
| 241049 –     | 2006 RW90           | 15 septembrie 2006 | Kitt Peak          | Spacewatch          |
| 241050 –     | 2006 RU104          | 14 septembrie 2006 | Kitt Peak          | Spacewatch          |
| 241051 –     | 2006 SE5            | 16 septembrie 2006 | Palomar            | NEAT                |
| 241052 –     | 2006 SN22           | 17 septembrie 2006 | Anderson Mesa      | LONEOS              |
| 241053 –     | 2006 SV54           | 18 septembrie 2006 | Catalina           | CSS                 |
| 241054 –     | 2006 SH75           | 19 septembrie 2006 | Kitt Peak          | Spacewatch          |
| 241055 –     | 2006 SC82           | 18 septembrie 2006 | Kitt Peak          | Spacewatch          |
| 241056 –     | 2006 SJ108          | 19 septembrie 2006 | Catalina           | CSS                 |
| 241057 –     | 2006 SO116          | 24 septembrie 2006 | Kitt Peak          | Spacewatch          |
| 241058 –     | 2006 SU125          | 20 septembrie 2006 | Palomar            | NEAT                |
| 241059 –     | 2006 SD136          | 20 septembrie 2006 | Catalina           | CSS                 |
| 241060 –     | 2006 SM141          | 25 septembrie 2006 | Anderson Mesa      | LONEOS              |
| 241061 –     | 2006 SD177          | 25 septembrie 2006 | Kitt Peak          | Spacewatch          |
| 241062 –     | 2006 SY188          | 26 septembrie 2006 | Kitt Peak          | Spacewatch          |
| 241063 –     | 2006 SL215          | 27 septembrie 2006 | Kitt Peak          | Spacewatch          |
| 241064 –     | 2006 SD217          | 28 septembrie 2006 | Kitt Peak          | Spacewatch          |
| 241065 –     | 2006 SL217          | 28 septembrie 2006 | Kitt Peak          | Spacewatch          |
| 241066 –     | 2006 SP218          | 29 septembrie 2006 | Mayhill            | A. Lowe             |
| 241067 –     | 2006 SG312          | 27 septembrie 2006 | Kitt Peak          | Spacewatch          |
| 241068 –     | 2006 SV351          | 30 septembrie 2006 | Catalina           | CSS                 |
| 241069 –     | 2006 SE373          | 16 septembrie 2006 | Apache Point       | A. C. Becker        |
| 241070 –     | 2006 SZ390          | 17 septembrie 2006 | Kitt Peak          | Spacewatch          |
| 241071 –     | 2006 SF392          | 25 septembrie 2006 | Kitt Peak          | Spacewatch          |
| 241072 –     | 2006 TV12           | 10 octombrie 2006  | Palomar            | NEAT                |
| 241073 –     | 2006 TB39           | 12 octombrie 2006  | Kitt Peak          | Spacewatch          |
| 241074 –     | 2006 TG45           | 12 octombrie 2006  | Kitt Peak          | Spacewatch          |
| 241075 –     | 2006 TT55           | 12 octombrie 2006  | Palomar            | NEAT                |
| 241076 –     | 2006 TG62           | 9 octombrie 2006   | Palomar            | NEAT                |
| 241077 –     | 2006 TJ69           | 11 octombrie 2006  | Palomar            | NEAT                |
| 241078 –     | 2006 TB116          | 2 octombrie 2006   | Apache Point       | A. C. Becker        |
| 241079 –     | 2006 UN3            | 16 octombrie 2006  | Catalina           | CSS                 |
| 241080 –     | 2006 UF18           | 16 octombrie 2006  | Catalina           | CSS                 |
| 241081 –     | 2006 UF30           | 16 octombrie 2006  | Kitt Peak          | Spacewatch          |
| 241082 –     | 2006 US39           | 16 octombrie 2006  | Kitt Peak          | Spacewatch          |
| 241083 –     | 2006 UJ55           | 17 octombrie 2006  | Kitt Peak          | Spacewatch          |
| 241084 –     | 2006 UZ182          | 16 octombrie 2006  | Catalina           | CSS                 |
| 241085 –     | 2006 UR195          | 20 octombrie 2006  | Mount Lemmon       | Mount Lemmon Survey |
| 241086 –     | 2006 UV222          | 17 octombrie 2006  | Catalina           | CSS                 |
| 241087 –     | 2006 UL239          | 23 octombrie 2006  | Kitt Peak          | Spacewatch          |
| 241088 –     | 2006 UO254          | 27 octombrie 2006  | Mount Lemmon       | Mount Lemmon Survey |
| 241089 –     | 2006 UE265          | 27 octombrie 2006  | Catalina           | CSS                 |
| 241090 Nemet | 2006 UK290          | 23 octombrie 2006  | Mauna Kea          | D. D. Balam         |
| 241091 –     | 2006 UO296          | 19 octombrie 2006  | Kitt Peak          | M. W. Buie          |
| 241092 –     | 2006 VR2            | 5 noiembrie 2006   | Palomar            | NEAT                |
| 241093 –     | 2006 VV57           | 11 noiembrie 2006  | Kitt Peak          | Spacewatch          |
| 241094 –     | 2006 WO51           | 16 noiembrie 2006  | Kitt Peak          | Spacewatch          |
| 241095 –     | 2007 CT29           | 6 februarie 2007   | Mount Lemmon       | Mount Lemmon Survey |
| 241096 –     | 2007 DD104          | 25 februarie 2007  | Catalina           | CSS                 |
| 241097 –     | 2007 DU112          | 23 februarie 2007  | Kitt Peak          | Spacewatch          |
| 241098 –     | 2007 GW             | 7 aprilie 2007     | Catalina           | CSS                 |
| 241099 –     | 2007 GH2            | 6 aprilie 2007     | Antares            | Antares Observatory |
| 241100 –     | 2007 GL29           | 11 aprilie 2007    | Catalina           | CSS                 |

## 241101–241200
| Denumire         | Denumire provizorie | Data descoperirii  | Locul descoperirii | Descoperitor(i)        |
| ---------------- | ------------------- | ------------------ | ------------------ | ---------------------- |
| 241110 –         | 2007 NR1            | 12 iulie 2007      | La Sagra           | OAM                    |
| 241113 Zhongda   | 2007 OU4            | 21 iulie 2007      | Lulin Observatory  | Q.-z. Ye, H.-C. Lin    |
| 241115 –         | 2007 PC2            | 7 august 2007      | Eskridge           | G. Hug                 |
| 241124 –         | 2007 PO29           | 12 august 2007     | Great Shefford     | P. Birtwhistle         |
| 241136 Sandstede | 2007 QY11           | 25 august 2007     | Taunus             | S. Karge, R. Kling     |
| 241138 –         | 2007 QG14           | 16 august 2007     | Purple Mountain    | PMO NEO Survey Program |
| 241141 –         | 2007 RX5            | 5 septembrie 2007  | Dauban             | Chante-Perdrix         |
| 241153 –         | 2007 RQ39           | 8 septembrie 2007  | La Cañada          | J. Lacruz              |
| 241192 Pulyny    | 2007 SH6            | 21 septembrie 2007 | Andrushivka        | Andrushivka            |
| 241198 –         | 2007 TU4            | 6 octombrie 2007   | 7300 Observatory   | W. K. Y. Yeung         |

## 241201–241300
| Denumire | Denumire provizorie | Data descoperirii | Locul descoperirii | Descoperitor(i) |
| -------- | ------------------- | ----------------- | ------------------ | --------------- |
| 241276 – | 2007 TF436          | 7 octombrie 2007  | Gaisberg           | R. Gierlinger   |
| 241280 – | 2007 UA1            | 16 octombrie 2007 | Bisei SG Center    | BATTeRS         |

## 241301–241400
| Denumire          | Denumire provizorie | Data descoperirii | Locul descoperirii | Descoperitor(i)      |
| ----------------- | ------------------- | ----------------- | ------------------ | -------------------- |
| 241311 –          | 2007 VM7            | 2 noiembrie 2007  | Goodricke-Pigott   | R. A. Tucker         |
| 241354 –          | 2007 WC56           | 30 noiembrie 2007 | Lulin Observatory  | T.-C. Yang, Q.-z. Ye |
| 241362 –          | 2007 YH2            | 18 decembrie 2007 | Majorca            | OAM                  |
| 241363 Érdibálint | 2007 YA4            | 19 decembrie 2007 | Piszkéstető        | K. Sárneczky         |
| 241364 –          | 2008 AR2            | 7 ianuarie 2008   | Vicques            | M. Ory               |
| 241365 –          | 2008 AO3            | 9 ianuarie 2008   | Jarnac             | Jarnac               |
| 241373 –          | 2008 RM             | 2 septembrie 2008 | Kleť               | Kleť                 |

## 241401–241500
| Denumire             | Denumire provizorie | Data descoperirii | Locul descoperirii | Descoperitor(i)           |
| -------------------- | ------------------- | ----------------- | ------------------ | ------------------------- |
| 241409 –             | 2008 US99           | 30 octombrie 2008 | Sandlot            | G. Hug                    |
| 241418 Darmstadt     | 2008 UX201          | 31 octombrie 2008 | Tzec Maun          | E. Schwab                 |
| 241442 Shandongkexie | 2008 YN9            | 25 decembrie 2008 | Weihai             | Shandong                  |
| 241475 –             | 2009 BK14           | 25 ianuarie 2009  | Calar Alto         | F. Hormuth                |
| 241481 –             | 2009 BM83           | 31 ianuarie 2009  | Uccle              | T. Pauwels, E. W. Elst    |
| 241496 –             | 2009 CZ3            | 2 februarie 2009  | Moletai            | K. Černis, J. Zdanavičius |

## 241501–241600
| Denumire            | Denumire provizorie | Data descoperirii  | Locul descoperirii | Descoperitor(i)                                     |
| ------------------- | ------------------- | ------------------ | ------------------ | --------------------------------------------------- |
| 241501 –            | 2009 CL33           | 1 februarie 2009   | Kitt Peak          | Spacewatch                                          |
| 241502 –            | 2009 CY41           | 13 februarie 2009  | Kitt Peak          | Spacewatch                                          |
| 241503 –            | 2009 CN42           | 13 februarie 2009  | Mount Lemmon       | Mount Lemmon Survey                                 |
| 241504 –            | 2009 CD44           | 14 februarie 2009  | Kitt Peak          | Spacewatch                                          |
| 241505 –            | 2009 CJ49           | 14 februarie 2009  | Mount Lemmon       | Mount Lemmon Survey                                 |
| 241506 –            | 2009 CU53           | 3 februarie 2009   | Siding Spring      | SSS                                                 |
| 241507 –            | 2009 CM60           | 3 februarie 2009   | Kitt Peak          | Spacewatch                                          |
| 241508 –            | 2009 DJ16           | 17 februarie 2009  | La Sagra           | OAM                                                 |
| 241509 Sessler      | 2009 DT26           | 22 februarie 2009  | Calar Alto         | F. Hormuth                                          |
| 241510 –            | 2009 DQ39           | 19 februarie 2009  | Dauban             | F. Kugel                                            |
| 241511 –            | 2009 DK41           | 18 februarie 2009  | La Sagra           | OAM                                                 |
| 241512 –            | 2009 DN44           | 25 februarie 2009  | Dauban             | F. Kugel]                                           |
| 241513 –            | 2009 DG48           | 28 februarie 2009  | Calvin-Rehoboth    | Calvin College                                      |
| 241514 –            | 2009 DX69           | 26 februarie 2009  | Catalina           | CSS                                                 |
| 241515 –            | 2009 DU89           | 26 februarie 2009  | Mount Lemmon       | Mount Lemmon Survey                                 |
| 241516 –            | 2009 DD140          | 19 februarie 2009  | Socorro            | LINEAR                                              |
| 241517 –            | 2009 EK             | 1 martie 2009      | Great Shefford     | P. Birtwhistle                                      |
| 241518 –            | 2009 EV12           | 3 martie 2009      | Catalina           | CSS                                                 |
| 241519 –            | 2009 FY8            | 16 martie 2009     | Mount Lemmon       | Mount Lemmon Survey                                 |
| 241520 –            | 2009 FR47           | 29 martie 2009     | Jornada            | D. S. Dixon                                         |
| 241521 –            | 2009 HL2            | 17 aprilie 2009    | Kitt Peak          | Spacewatch                                          |
| 241522 –            | 2009 HN3            | 17 aprilie 2009    | Kitt Peak          | Spacewatch                                          |
| 241523 –            | 2009 HE11           | 18 aprilie 2009    | Mount Lemmon       | Mount Lemmon Survey                                 |
| 241524 –            | 2009 HR24           | 17 aprilie 2009    | Kitt Peak          | Spacewatch                                          |
| 241525 –            | 2009 RN7            | 11 septembrie 2009 | Catalina           | CSS                                                 |
| 241526 –            | 2009 XA15           | 15 decembrie 2009  | Mount Lemmon       | Mount Lemmon Survey                                 |
| 241527 Edwardwright | 2010 CK9            | 8 februarie 2010   | WISE               | WISE                                                |
| 241528 Tubman       | 2010 CA10           | 8 februarie 2010   | WISE               | WISE                                                |
| 241529 Roccutri     | 2010 CA14           | 10 februarie 2010  | WISE               | WISE                                                |
| 241530 –            | 2010 CC77           | 13 februarie 2010  | Mount Lemmon       | Mount Lemmon Survey                                 |
| 241531 –            | 2010 CL177          | 10 februarie 2010  | Kitt Peak          | Spacewatch                                          |
| 241532 –            | 2010 DV7            | 16 februarie 2010  | Kitt Peak          | Spacewatch                                          |
| 241533 –            | 2010 DA34           | 21 februarie 2010  | Bisei SG Center    | BATTeRS                                             |
| 241534 –            | 2010 EE36           | 11 martie 2010     | La Sagra           | OAM                                                 |
| 241535 –            | 2010 EG38           | 12 martie 2010     | Mount Lemmon       | Mount Lemmon Survey                                 |
| 241536 –            | 2010 EX39           | 11 martie 2010     | La Sagra           | OAM                                                 |
| 241537 –            | 2010 EE42           | 12 martie 2010     | Mount Lemmon       | Mount Lemmon Survey                                 |
| 241538 Chudniv      | 2010 EV42           | 10 martie 2010     | Andrushivka        | Andrushivka                                         |
| 241539 –            | 2010 EB71           | 12 martie 2010     | Kitt Peak          | Spacewatch                                          |
| 241540 –            | 2010 EC88           | 14 martie 2010     | La Sagra           | OAM                                                 |
| 241541 –            | 2010 ET101          | 15 martie 2010     | Kitt Peak          | Spacewatch                                          |
| 241542 –            | 2010 EJ102          | 15 martie 2010     | Kitt Peak          | Spacewatch                                          |
| 241543 –            | 2010 EH127          | 15 martie 2010     | Mount Lemmon       | Mount Lemmon Survey                                 |
| 241544 –            | 2010 EE128          | 12 martie 2010     | Kitt Peak          | Spacewatch                                          |
| 241545 –            | 2010 EE129          | 12 martie 2010     | Kitt Peak          | Spacewatch                                          |
| 241546 –            | 2010 EV129          | 13 martie 2010     | Kitt Peak          | Spacewatch                                          |
| 241547 –            | 2010 FF13           | 16 martie 2010     | Kitt Peak          | Spacewatch                                          |
| 241548 –            | 2010 FF15           | 17 martie 2010     | Kitt Peak          | Spacewatch                                          |
| 241549 –            | 2010 FS29           | 16 martie 2010     | Kitt Peak          | Spacewatch                                          |
| 241550 –            | 2010 FD57           | 16 martie 2010     | Mount Lemmon       | Mount Lemmon Survey                                 |
| 241551 –            | 2010 FJ83           | 19 martie 2010     | Mount Lemmon       | Mount Lemmon Survey                                 |
| 241552 –            | 2010 FK83           | 19 martie 2010     | Mount Lemmon       | Mount Lemmon Survey                                 |
| 241553 –            | 2010 FT88           | 18 martie 2010     | Kitt Peak          | Spacewatch                                          |
| 241554 –            | 2010 FA93           | 23 martie 2010     | ESA OGS            | ESA OGS                                             |
| 241555 –            | 2010 GT5            | 3 aprilie 2010     | Mayhill            | Mayhill                                             |
| 241556 –            | 2010 GT29           | 8 aprilie 2010     | La Sagra           | OAM                                                 |
| 241557 –            | 2010 GL31           | 5 aprilie 2010     | Kitt Peak          | Spacewatch                                          |
| 241558 –            | 2010 GN33           | 9 aprilie 2010     | Zvezdno Obshtestvo | F. Fratev                                           |
| 241559 –            | 2010 GY64           | 6 aprilie 2010     | Catalina           | CSS                                                 |
| 241560 –            | 5002 T-2            | 25 septembrie 1973 | Palomar            | C. van Houten, I. van Houten-Groeneveld, T. Gehrels |
| 241561 –            | 2397 T-3            | 16 octombrie 1977  | Palomar            | C. van Houten, I. van Houten-Groeneveld, T. Gehrels |
| 241562 –            | 4192 T-3            | 16 octombrie 1977  | Palomar            | C. van Houten, I. van Houten-Groeneveld, T. Gehrels |
| 241563 –            | 1981 EZ5            | 7 martie 1981      | Siding Spring      | S. J. Bus                                           |
| 241564 –            | 1981 ET11           | 7 martie 1981      | Siding Spring      | S. J. Bus                                           |
| 241565 –            | 1981 EU45           | 1 martie 1981      | Siding Spring      | S. J. Bus                                           |
| 241566 –            | 1993 FO9            | 17 martie 1993     | La Silla           | UESAC                                               |
| 241567 –            | 1993 OJ9            | 20 iulie 1993      | La Silla           | E. W. Elst                                          |
| 241568 –            | 1993 RN14           | 15 septembrie 1993 | La Silla           | E. W. Elst                                          |
| 241569 –            | 1995 CZ3            | 1 februarie 1995   | Kitt Peak          | Spacewatch                                          |
| 241570 –            | 1995 FK9            | 26 martie 1995     | Kitt Peak          | Spacewatch                                          |
| 241571 –            | 1995 MJ2            | 24 iunie 1995      | Kitt Peak          | Spacewatch                                          |
| 241572 –            | 1995 OM13           | 22 iulie 1995      | Kitt Peak          | Spacewatch                                          |
| 241573 –            | 1995 QE9            | 28 august 1995     | Kitt Peak          | Spacewatch                                          |
| 241574 –            | 1995 SH17           | 18 septembrie 1996 | Kitt Peak          | Spacewatch                                          |
| 241575 –            | 1995 SH21           | 19 septembrie 1996 | Kitt Peak          | Spacewatch                                          |
| 241576 –            | 1995 SE31           | 20 septembrie 1996 | Kitt Peak          | Spacewatch                                          |
| 241577 –            | 1995 SK31           | 21 septembrie 1996 | Kitt Peak          | Spacewatch                                          |
| 241578 –            | 1995 SH50           | 26 septembrie 1996 | Kitt Peak          | Spacewatch                                          |
| 241579 –            | 1995 UX40           | 23 septembrie 1996 | Kitt Peak          | Spacewatch                                          |
| 241580 –            | 1995 YN12           | 19 septembrie 1996 | Kitt Peak          | Spacewatch                                          |
| 241581 –            | 1996 RF14           | 8 septembrie 1996  | Kitt Peak          | Spacewatch                                          |
| 241582 –            | 1996 RY30           | 13 septembrie 1996 | La Silla           | Uppsala-DLR Trojan Survey                           |
| 241583 –            | 1996 UV3            | 31 octombrie 1996  | Stroncone          | A. Vagnozzi                                         |
| 241584 –            | 1997 CD18           | 7 februarie 1997   | Kitt Peak          | Spacewatch                                          |
| 241585 –            | 1997 JS2            | 2 mai 1997         | Mauna Kea          | C. Veillet                                          |
| 241586 –            | 1997 LT1            | 2 iunie 1997       | Kitt Peak          | Spacewatch                                          |
| 241587 –            | 1997 NE2            | 3 iulie 1997       | Kitt Peak          | Spacewatch                                          |
| 241588 –            | 1997 RK1            | 1 septembrie 1997  | Prescott           | P. G. Comba                                         |
| 241589 –            | 1997 SG14           | 28 septembrie 1997 | Kitt Peak          | Spacewatch                                          |
| 241590 –            | 1998 BM4            | 23 ianuarie 1998   | Modra              | A. Galád                                            |
| 241591 –            | 1998 FY24           | 20 martie 1998     | Socorro            | LINEAR                                              |
| 241592 –            | 1998 KV             | 21 mai 1998        | Kuma Kogen         | A. Nakamura                                         |
| 241593 –            | 1998 KW42           | 28 mai 1998        | Kitt Peak          | Spacewatch                                          |
| 241594 –            | 1998 TY             | 12 octombrie 1998  | Kitt Peak          | Spacewatch                                          |
| 241595 –            | 1998 WJ39           | 21 noiembrie 1998  | Kitt Peak          | Spacewatch                                          |
| 241596 –            | 1998 XM2            | 9 decembrie 1998   | Socorro            | LINEAR                                              |
| 241597 –            | 1998 YD16           | 22 decembrie 1998  | Kitt Peak          | Spacewatch                                          |
| 241598 –            | 1999 GV28           | 7 aprilie 1999     | Socorro            | LINEAR                                              |
| 241599 –            | 1999 JA15           | 12 mai 1999        | Socorro            | LINEAR                                              |
| 241600 –            | 1999 JV39           | 1999 05 10         | Socorro            | LINEAR                                              |

## 241601–241700
| Denumire | Denumire provizorie | Data descoperirii | Locul descoperirii | Descoperitor(i)        |
| -------- | ------------------- | ----------------- | ------------------ | ---------------------- |
| 241611 – | 1999 TO10           | 8 octombrie 1999  | San Marcello       | A. Boattini, L. Tesi   |
| 241622 – | 1999 VL5            | 6 noiembrie 1999  | Fountain Hills     | C. W. Juels            |
| 241623 – | 1999 VT19           | 11 noiembrie 1999 | EverStaR           | EverStaR               |
| 241657 – | 2000 JC7            | 6 mai 2000        | Ondřejov           | P. Pravec, P. Kušnirák |
| 241681 – | 2000 RX8            | 1 septembrie 2000 | River Oaks         | W. Holliday            |

## 241701–241800
| Denumire | Denumire provizorie | Data descoperirii  | Locul descoperirii | Descoperitor(i) |
| -------- | ------------------- | ------------------ | ------------------ | --------------- |
| 241709 – | 2000 SQ360          | 26 septembrie 2000 | Haleakala          | NEAT            |
| 241780 – | 2001 OK             | 17 iulie 2001      | Badlands           | Badlands        |

## 241801–241900
| Denumire | Denumire provizorie | Data descoperirii | Locul descoperirii | Descoperitor(i) |
| -------- | ------------------- | ----------------- | ------------------ | --------------- |
| 241805 – | 2001 QA328          | 21 august 2001    | Cerro Tololo       | Cerro Tololo    |
| 241854 – | 2001 TL104          | 15 octombrie 2001 | Desert Eagle       | W. K. Y. Yeung  |

## 241901–242000
| Denumire | Denumire provizorie | Data descoperirii | Locul descoperirii | Descoperitor(i) |
| -------- | ------------------- | ----------------- | ------------------ | --------------- |
| 241910 – | 2002 AH12           | 10 ianuarie 2002  | Campo Imperatore   | CINEOS          |
| 241950 – | 2002 DA3            | 17 februarie 2002 | Needville          | Needville       |